# Zona Rural de Teresina
A Zona Rural de Teresina é uma área de zoneamento prevista pelo plano diretor de Teresina, a capital do estado brasileiro do Piauí, caracterizada prioritariamente pela produção primária, pela menor densidade de ocupação e pela menor oferta de infraestrutura, comércio e serviços, localizando-se externamente ao perímetro urbano. 

## Características
Possui 1.580 km² de área, o que corresponde a 81% do município, onde estão situadas 87 localidades rurais.
Em 2015, 48.393 habitantes (5,73% da população) viviam na zona rural de Teresina.
A expansão urbana horizontal em Teresina, fruto da especulação imobiliária e de ocupações irregulares, tem afetado crescentemente o espaço de sua zona rural, cujo setor produtivo apresenta relativamente pouca rentabilidade. Apesar disso, as comunidades rurais contam com apoio de programa da Agência de Desenvolvimento Habitacional, em parceria com órgãos públicos e ONGs, voltado para habitação rural e produção agrícola familiar. As famílias sob condições de vulnerabilidade social na zona rural recebem cestas básicas, além de acesso a serviços de assistência social. Em 2023, a Fundação Wall Ferraz (FWF) promoveu cursos gratuitos de aquicultura na zona rural de Teresina, visando qualificação profissional. Cerca de 54 escolas situadas na zona rural de Teresina contam, desde 2020, com internet para atividades de ensino.
Entre as melhoras frequentemente demandas por moradores rurais estão calçamentos e instalação de poços, recuperação de estradas, além de maior coleta de lixo doméstico.
Uma das atividades econômicas presente na zona rural de Teresina é a suinocultura com emprego de tecnologia.

## Segurança
A zona rural é pouco atendida pelo patrulhamento da Guarda Civil Municipal.

## Divisão
A Zona Rural está dividida em quatro setores: Norte, Leste, Sudeste e Sul.
O parcelamento do solo na Zona Rural obedece ao módulo rural ou à parcela mínima, conforme legislação federal em vigor.

## Plano setorial
O plano diretor municipal prevê um "plano setorial" para a zona rural de Teresina, a ser instituído em lei própria, que deve considerar a pluriatividade das famílias rurais; a manutenção da biodiversidade e preservação do patrimônio ambiental, a conservação do solo, a paisagem rural, a herança cultural, a segurança alimentar; potenciais produtivos; a localização de indústrias e núcleos de moradia; demandas por transporte; sistema viário estruturador (incluindo rodoanel), regramento do uso do solo e entorno, além de conexão do município com municípios vizinhos.

## Turismo rural
A Zona Rural de Teresina conta com o projeto Rota Turística dos Sítios de Teresina, o qual promove visita de turistas a sítios e parques situados em quatro rotas diferentes: Rota da União, Rota do Lago, Rota do Gavião e a Rota dos Ipês, todas sinalizadas por placas oficiais, que envolvem ao menos 16 empreendimentos do setor de lazer e gastronomia.